# 田村麻美 (税理士)
田村 麻美（たむら まみ、1984年3月26日 - ）は、日本の税理士、作家。TRYビジネスソリューションズ株式会社代表取締役社長。

## 経歴
1984年埼玉県南埼玉郡白岡町（現・白岡市）生まれ。2002年埼玉県立浦和第一女子高等学校卒業。2006年立教大学経済学部会計ファイナンス学科卒業。2008年立教大学大学院経済学研究科経済学専攻博士課程前期課程修了。2019年早稲田大学大学院経営管理研究科（MBA）修了。2012年に税理士登録し、足立区にある税理士事務所にて勤務。2013年に田村麻美税理士事務所を開業。2015年にTRYビジネスソリューションズ株式会社代表取締役社長に就任。

## 人物
小学生の頃から「ブス」を自認するも、自身の結婚に至るまでの経緯を綴った著書「ブスのマーケティング戦略」は、「ブスが幸せな結婚＆ビジネスでの成功」を叶えるための戦略を論じた画期的なエッセイと評価され話題となる。
- 「平成最後のシンデレラブス[7]」を自称。

- 好きな作家に 水野敬也、カレー沢薫を挙げている。愛読書は「週刊SPA」[1]。

- 家族構成：夫・娘一人[1]

## 著書
- 『ブスのマーケティング戦略』文響社、2018年12月7日、ISBN-13: 978-4866510958[7]
- 『図解図解・決定版 定年前後のお金と手続き大事典』（監修）洋泉社、2019年10月17日、ISBN-13: 978-4800317391

## 雑誌
- 『ケイコとマナブ（首都圏版）』 リクルート、2014年10月号 - 特集「月3万円を稼ぐ失敗なしの副業デビュー」
- 『ケイコとマナブ（首都圏版）』 リクルート、2014年11月号 - お手本にしたい女性「生き方」「働き方」

## Webメディア
- 『ブスとお金』（連載エッセイ）集英社、2019年11月13日- [8]

## テレビ
- 『足立人図鑑』（第149回、2019年2月11日、J:COM 足立）[9]